# أخمص (قدم)
الأخمص (بالإنجليزية: Sole) هو الجانِب السُفلي من القدم. في البَشر يُشار تشريحيًا إلى أخمص القدم باسم الجانب الأخمصي (بالإنجليزية: plantar aspect)، ويُقابله الحافر في الحافريات.